# José Rafael Campoy
José Rafael Campoy Gastélum ( 15 de agosto de 1723, Álamos, Nueva Navarra, Nueva España – 21 de diciembre de 1777, Bolonia, Estados Pontificios) fue un jesuita novohispano, compañero en el Colegio Noviciado de San Francisco Javier de Francisco Javier Clavijero, Andrés Cavo y Francisco Javier Alegre, entre otros, que han sido llamados los humanistas mexicanos del siglo XVIII, el  Mayor que ellos, fue mentor de Clavijero. Se distinguió como educador, llevando en el citado colegio de Tepotzotlán las cátedras de Filosofía, Literatura y Teología. Su participación en la renovación filosófica y académica se vio truncada en 1767 con la expulsión de los jesuitas, que lo llevó, como a muchos de sus compañeros, al exilio italiano, donde murió diez años después.

## Biografía
Fue hijo de Francisco Xavier Campoy y de María Andrea Gastélum. 
Sus abuelos se instalaron en Álamos, a finales del siglo XVII, dando origen a la vasta familia Campoy y a algunas ramas de las familias Esquer, Salido y González de Zayas. Francisco Xavier fue el fundador de la hacienda de benéfico de Nuestra Señora de Guadalupe de Thobaca, que se encontraba en las cercanías del El Tábelo (a unos 20 km de Álamos), donde se beneficiaban los metales provenientes de su mina La Quintera. 
Algunos de los hermanos de José Rafael fueron,  José Gabriel Campoy, el bachiller Pedro Joaquín Campoy, comisario del Santo Oficio en el Real de los Álamos,  y Raymundo Antonio Campoy, dueño de las famosas minas de San Pedro y San Pablo (Monterrey)  y hombre de fuertes recursos, que contrajera matrimonio con Ana María Micaela González de Zayas, padres de María Manuela Campoy quien contrajo matrimonio con Salvador Esquer y Rozas. 
Como dato adicional es necesario decir que la ciudad de Durango reclama ser la ciudad de cuna del padre José Rafael, ya que en los archivos de Álamos no hay constancia de bautizo del ilustre jesuita debido a que el libro de 1723 se encuentra desaparecido, sin embargo en Durango tampoco la hay, y, según estudios del historiador Francisco R. Almada, el padre Campoy nació en Álamos, ya que tanto sus padres, como sus abuelos estaban asentados en ese Real por más de treinta años, así como sí existen constancias de bautizo, matrimonio y defunción, en la parroquia de Álamos, de todos sus hermanos.